# 長崎村 (熊本県)
長崎村（ながさきむら）は、熊本県の中部に位置していた村。

## 地理
- 河川：長崎川
- 海洋：八代海

## 歴史
- 1874年 - 亀松村、西松崎村が合併し亀松村が成立。
- 1889年4月1日 - 旧来の長崎村、亀松村が合併して発足。
- 1899年3月30日 - 高良村、不知火村と合併し、改めて不知火村となる。